# Лукиных, Наталья Владимировна
Ната́лья Влади́мировна Лу́киных (род. 30 июля 1955, Москва, РСФСР, СССР) — советский и российский киновед, критик, режиссёр-документалист, специалист по анимации и педагог. Заслуженный работник культуры Российской Федерации (2014).

## Биография
Наталья Владимировна Лукиных родилась 30 июля 1955 года в Москве. В 1979 году окончила факультет журналистики Московского государственного университета. По окончании института работала редактором иностранного отдела «Литературной газеты», и корреспонденткой отдела кино газет «Советская культура» (с 1991 года — «Культура») и «Экран и сцена», а также редактором отдела критики газеты «Созвездие».
Публиковалась в журналах «Искусство кино», «Советский экран», «Культура и жизнь», газетах «Советская культура», «Экран и сцена». В 1991 году работала пресс-атташе и членом отборочной комиссии международного фестиваля анимационных фильмов «КРОК», с 1997 года — руководителем кинопрограммы фестиваля. Работала также программным директором Открытого российского фестиваля анимационного кино в Суздале.
В 1993 году вела программу «Аниматека» на канале РТР, посвящённой возможностям искусства мультипликации. Критик Лариса Малюкова в семитомном издании «Новейшая история отечественного кино. 1986—2000» отмечала, что программа «сознательно и целеустремлённо ломала стереотип несерьёзного восприятия „мультиков“ как детской забавы и только».
Киновед Кора Церетели в журнале «Искусство кино» утверждала, что программу «Аниматека» характеризовали «её интеллигентность и профессионализм». В 1998 и 1999—2000 годах также вела программы «Новая Аниматека» (НТВ+) и «Мульт-Урок» (АСТ, «Культура»). С 1998 года преподаёт во Всероссийском государственном институте кинематографии.
Член Российской академии кинематографических искусств «Ника» и Международной ассоциации анимационного кино.

## Награды
- 2014 — Заслуженный работник культуры Российской Федерации[1]